# Антипатрида
Антипатри́да (грец. Ἀντιπατρίς) — стародавнє місто, збудоване Іродом Великим й назване на честь його батька Антипатра Ідумеянина. Розташовувалась між Кесарією Приморською та Лодом, на римському шляху з Кесарії до Єрусалима.
Антипатриду було засновано 35 року до н. е. на місці біблійського Афека, назва якого походить від івритського слова «потік».

## Географія
Фортеця розташовувалась біля витоку річки Яркон, в долині Шарон, там де вона переходить у західні схили Юдейських гір.

## Історія
Ще єгиптяни неодноразово завойовували місто, про що свідчать списки міст, захоплених ними. Назва міста неодноразово зустрічається у клинописних написах ассирійців.
У Біблії Афек серед міст, підкорених Ісусом Навином. Через стародавній Афек пролягав шлях на Шіло в Самарії, де упродовж тривалого часу був духовний центр племен Ізраїлевих перед тим, як євреї завоювали Єрусалим. В околицях Афека за епохи Суддів сталась битва з філістимлянами (1066 до н. е.)
Під час переможних завоювань Александра Македонського в Афеку відбулась його зустріч з Шим'оном ха-Цадиком (Симоном Праведником), єрусалимським первосвящеником.
На початку XX століття на схилах гір навпроти місця, де розташовувалась Антипатрида, була закладена каменоломня. Там вони палили вапно для будівництва Тель-Авіва й навколишніх поселень. Під час арабського повстання 1936—1939 років араби захопили кар'єр і зруйнували все навколо. Село Мігдал-Цедек (виникло поблизу з руїнами стародавнього міста) і його околиці перетворились на базу для арабських збройних загонів, а пізніше, під час Арабо-ізраїльської війни 1948 року, — і для солдат іракської армії. Євреї відкинули арабів після важких боїв. Пам'ятник єврейським солдатам, які загинули у тих місцях 1948 року, встановлений неподалік від шосе.

## Археологія

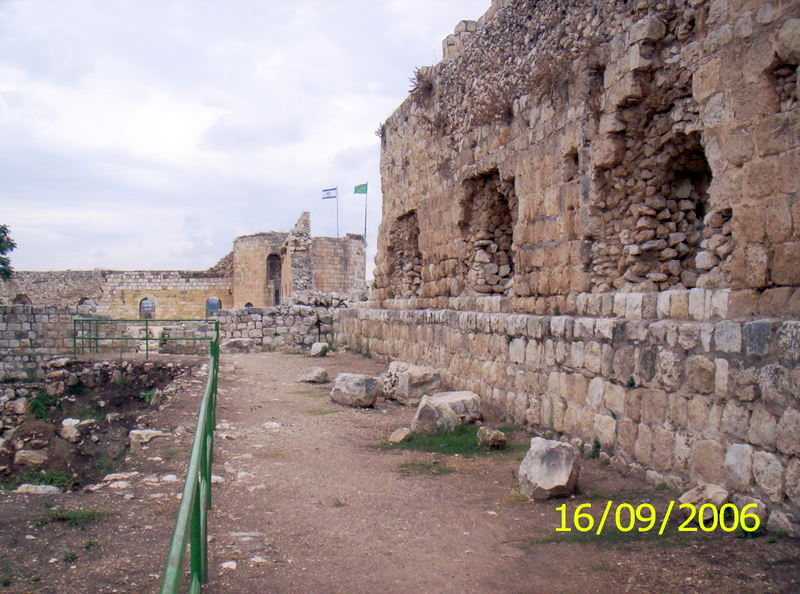
Рош-Аїн / Фортеця Антипатріс

Під час розкопок було виявлено, що араби використовували стародавнє каміння для будівництва свого села. На косяку дверей одного з арабських будинків було знайдено напис грецькою V століття: «Великомученик святий Керик». Відповідно до християнських переказів, Керик був трирічним хлопчиком, якого римляни вбили разом з його матір'ю у IV столітті.
Від стародавньої Антипатриди залишилась фортеця, де закріпились євреї під час Юдейської війни. У Середньовіччі хрестоносці захопили її та розширили. За часів правління турків фортецю почали розбирати, оскільки каміння дуже підходило для прокладання залізничної колії. За англійців знову використовували каміння фортеці як будівельний матеріал. І лише в останні роки почали реставрувати те, що залишилось: стіни й вежу, почали розчищати рів.
Поряд із фортецею нині виросло нове єврейське місто Рош-га-Аїн.